# Наважиці
Наважиці (пол. Nawarzyce) — село в Польщі, у гміні Водзіслав Єнджейовського повіту Свентокшиського воєводства.
Населення — 380 осіб (2011).
У 1975-1998 роках село належало до Келецького воєводства.

## Демографія
Демографічна структура на день 31 березня 2011 року:
|          | Загалом | Допрацездатний вік | Працездатний вік | Постпрацездатний вік |
| -------- | ------- | ------------------ | ---------------- | -------------------- |
| Чоловіки | 190     | 37                 | 129              | 24                   |
| Жінки    | 190     | 28                 | 108              | 54                   |
| Разом    | 380     | 65                 | 237              | 78                   |